# Flora Rica (kommun)
Flora Rica är en kommun i Brasilien.   Den ligger i delstaten São Paulo, i den södra delen av landet, 700 km sydväst om huvudstaden Brasília. Antalet invånare är 1 752.
Följande samhällen finns i Flora Rica:
- Flora Rica

Trakten runt Flora Rica består i huvudsak av gräsmarker. Runt Flora Rica är det glesbefolkat, med 20 invånare per kvadratkilometer.